# Olympische Sommerspiele 1948/Wasserspringen
Bei den XIV. Olympischen Sommerspielen 1948 in London fanden vier Wettbewerbe im Wasserspringen statt, je zwei für Frauen und Männer. Austragungsort war der Empire Pool (die heutige Wembley Arena) im Stadtteil Wembley.

## Bilanz

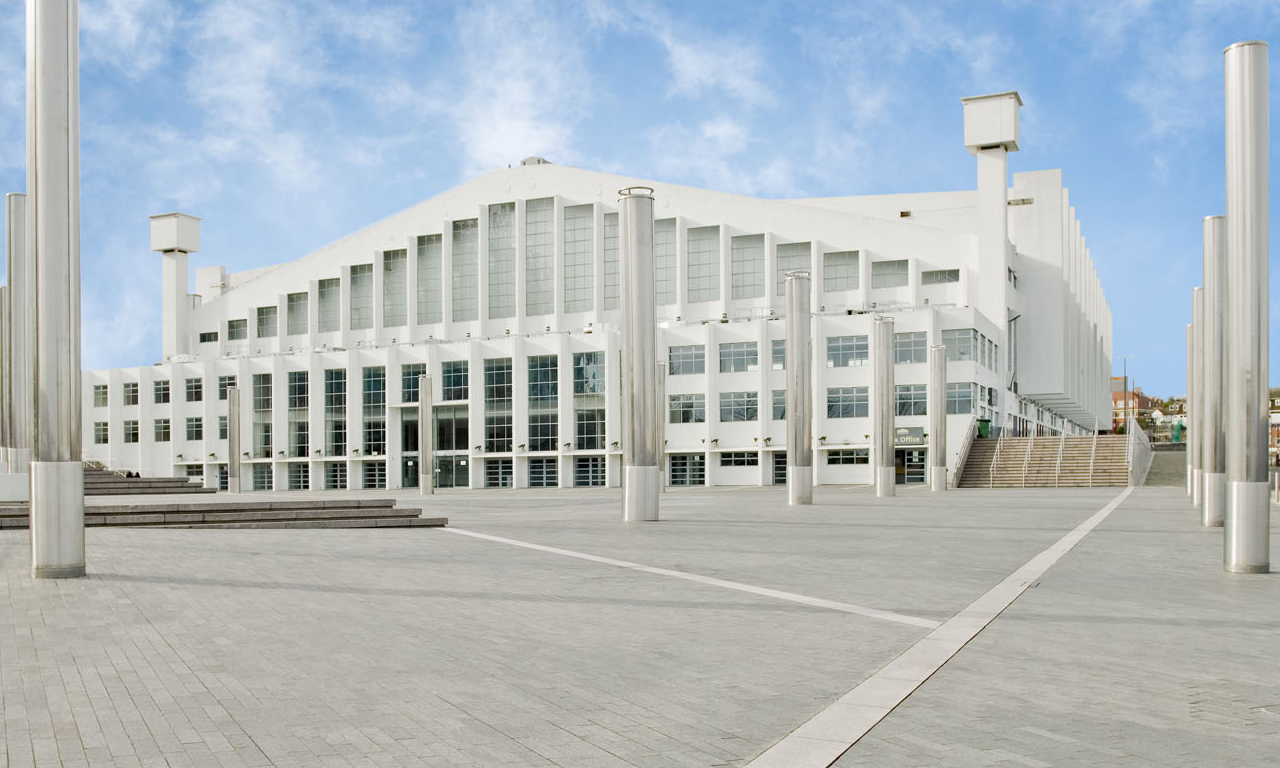
Empire Pool

### Medaillenspiegel
| Platz | Land               | Gold | Silber | Bronze | Gesamt |
| ----- | ------------------ | ---- | ------ | ------ | ------ |
| 1     | Vereinigte Staaten | 4    | 4      | 2      | 10     |
| 2     | Dänemark           | –    | –      | 1      | 1      |
| 2     | Mexiko             | –    | –      | 1      | 1      |

### Medaillengewinner
| Konkurrenz        | Gold         | Silber          | Bronze          |
| ----------------- | ------------ | --------------- | --------------- |
| Kunstspringen 3 m | Bruce Harlan | Miller Anderson | Samuel Lee      |
| Turmspringen 10 m | Samuel Lee   | Bruce Harlan    | Joaquín Capilla |

| Konkurrenz        | Gold            | Silber           | Bronze               |
| ----------------- | --------------- | ---------------- | -------------------- |
| Kunstspringen 3 m | Victoria Draves | Zoe-Ann Olsen    | Patricia Elsener     |
| Turmspringen 10 m | Victoria Draves | Patricia Elsener | Birte Christoffersen |

## Ergebnisse Männer

### Kunstspringen 3 m
| Platz | Land | Sportler             | Punkte |
| ----- | ---- | -------------------- | ------ |
| 1     | USA  | Bruce Harlan         | 163,64 |
| 2     | USA  | Miller Anderson      | 157,29 |
| 3     | USA  | Samuel Lee           | 145,52 |
| 4     | MEX  | Joaquín Capilla      | 141,79 |
| 5     | FRA  | Raymond Mulinghausen | 126,55 |
| 6     | SWE  | Svante Johansson     | 120,20 |
| 7     | EGY  | Kamal Ali Hassan     | 119,90 |
| 8     | DEN  | Thomas Christiansen  | 114,59 |
|       |      |                      |        |
| 12    | AUT  | Franz Worisch        | 112,15 |
| 19    | AUT  | Wilhelm Lippa        | 103,18 |
| 25    | SUI  | Ernst Strupler       | 080,09 |

Datum: 30. Juli und 3. August 1948 

27 Teilnehmer aus 16 Ländern

### Turmspringen 10 m
| Platz | Land | Sportler             | Punkte |
| ----- | ---- | -------------------- | ------ |
| 1     | USA  | Samuel Lee           | 130,05 |
| 2     | USA  | Bruce Harlan         | 122,30 |
| 3     | MEX  | Joaquín Capilla      | 113,52 |
| 4     | SWE  | Lennart Brunnhage    | 108,62 |
| 5     | GBR  | Peter Heatly         | 105,29 |
| 6     | DEN  | Thomas Christiansen  | 105,22 |
| 7     | FRA  | Raymond Mulinghausen | 103,01 |
| 8     | CAN  | George Athans        | 100,91 |
|       |      |                      |        |
| 15    | AUT  | Franz Worisch        | 090,05 |
| 17    | AUT  | Wilhelm Lippa        | 089,04 |
| 23    | SUI  | Willy Rist           | 081,78 |
| 25    | SUI  | Ernst Strupler       | 077,67 |

Datum: 3. bis 5. August 1948 

25 Teilnehmer aus 15 Ländern

## Ergebnisse Frauen

### Kunstspringen 3 m
| Platz | Land | Sportlerin        | Punkte |
| ----- | ---- | ----------------- | ------ |
| 1     | USA  | Victoria Draves   | 108,74 |
| 2     | USA  | Zoe-Ann Olsen     | 108,23 |
| 3     | USA  | Patricia Elsener  | 101,30 |
| 4     | FRA  | Nicole Péllissard | 100,38 |
| 5     | AUT  | Gudrun Grömer     | 093,30 |
| 6     | GBR  | Edna Child        | 091,63 |
| 7     | FRA  | Madeleine Moreau  | 089,43 |
| 8     | NED  | Kiki Heck         | 087,81 |
|       |      |                   |        |
| 11    | AUT  | Alma Staudinger   | 086,93 |

Datum: 31. Juli, 2. und 3. August 1948 

16 Teilnehmerinnen aus 8 Ländern

### Turmspringen 10 m
| Platz | Land | Sportlerin           | Punkte |
| ----- | ---- | -------------------- | ------ |
| 1     | USA  | Victoria Draves      | 68,87  |
| 2     | USA  | Patricia Elsener     | 66,28  |
| 3     | DEN  | Birte Christoffersen | 66,04  |
| 4     | AUT  | Alma Staudinger      | 64,59  |
| 5     | USA  | Juno Stover          | 62,63  |
| 6     | FRA  | Nicole Péllissard    | 61,07  |
| 7     | SWE  | Eva Petersén         | 59,86  |
| 8     | DEN  | Inge Beeken          | 59,54  |
|       |      |                      |        |
|       | AUT  | Gudrun Grömer        | DNF    |

Datum: 6. August 1948 

15 Teilnehmerinnen aus 9 Ländern